# مخرب (بكيل المير)

تعديل مصدري - تعديل

مخرب هي إحدى قرى عزلة فاس بمديرية بكيل المير التابعة لمحافظة حجة، بلغ تعداد سكانها 197 نسمة حسب تعداد اليمن لعام 2004.